# Gibon černý
Gibon černý (Nomascus concolor) je druh gibonů, který se vyskytuje v Číně, Laosu a na severu Vietnamu. Dělí se na čtyři poddruhy. Jde o kriticky ohrožený druh.
Dospělí jedinci jsou velcí 43–54 cm a váží od 6,9 do 10 kg. Samci jsou téměř celí černí, samice mají hnědožlutou či slámovou barvu.